# Filippo Lauri
Filippo Lauri (25 d'agost de 1623 - 12 de desembre 1694) va ser un pintor barroc italià, actiu principalment a Roma.
Va estudiar amb el seu pare, Baltasar Lauwers i després amb el seu germà gran Francesco Lauri. Més tard va treballar amb el seu cunyat, Angelo Caroselli. El germà de Filippo va ser pupil d'Andrea Sacchi. L'any 1654, Lauri va esdevenir membre de l'Academia Di San Luca, a Roma, i després va ser director d'aquesta. Va pintar junt amb Filippo Gagliardi Celebracions de Cristina de Suècia al Palazzo Barberini (actualment al Palazzo Braschi). Filippo va pintar també algunes figures per als paisatges de Claude Lorrain.

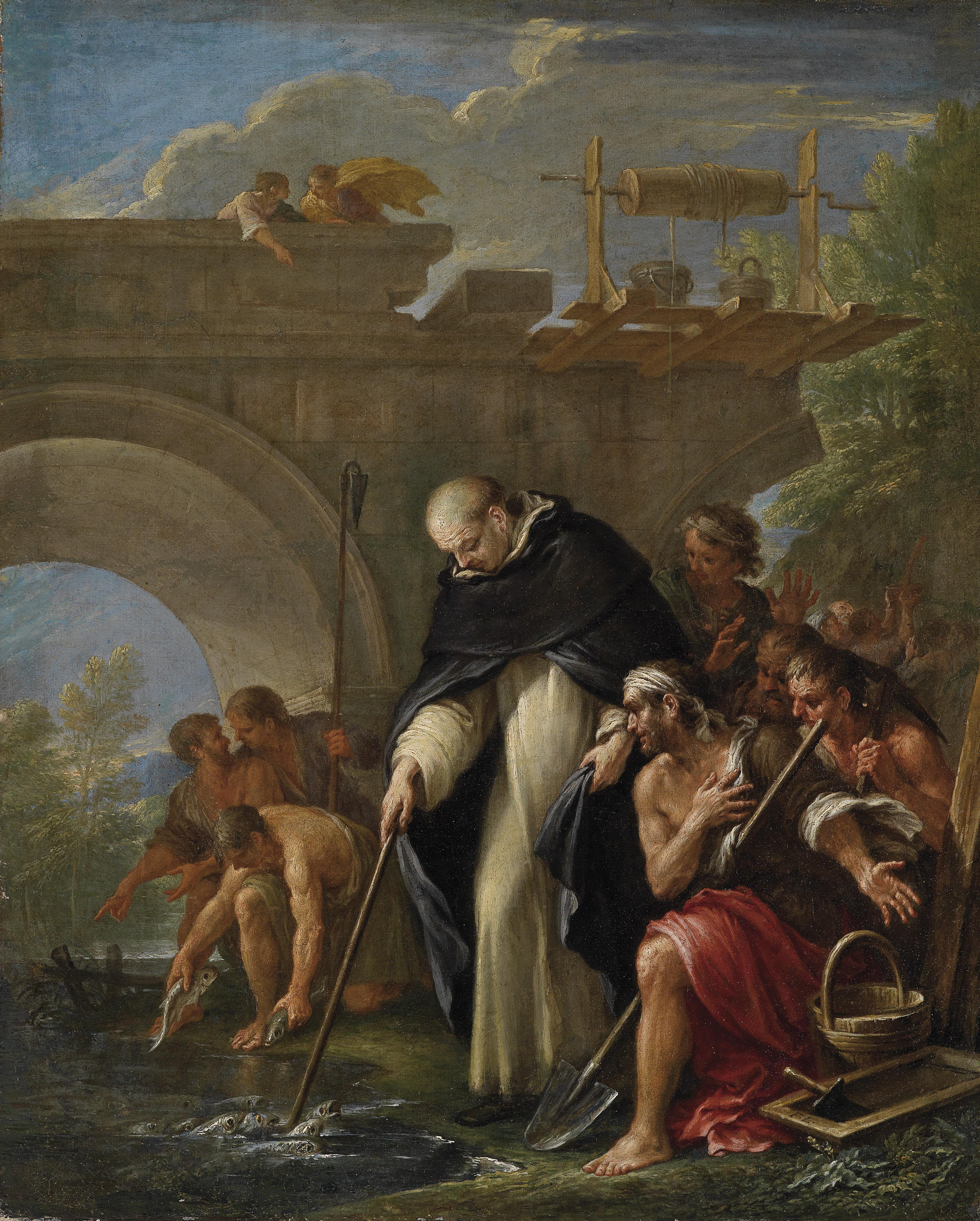
El Miracle de St. Vicent Ferrer